# Lazce (Troubelice)
Lazce (německy Deutschlosen) jsou vesnice, část obce Troubelice v okrese Olomouc. Nachází se asi 2,5 km na jihovýchod od Troubelic. V roce 2009 zde bylo evidováno 79 adres. V roce 2001 zde trvale žilo 216 obyvatel.
Lazce leží v katastrálním území Lazce u Troubelic o rozloze 2,58 km2.

## Osobnosti

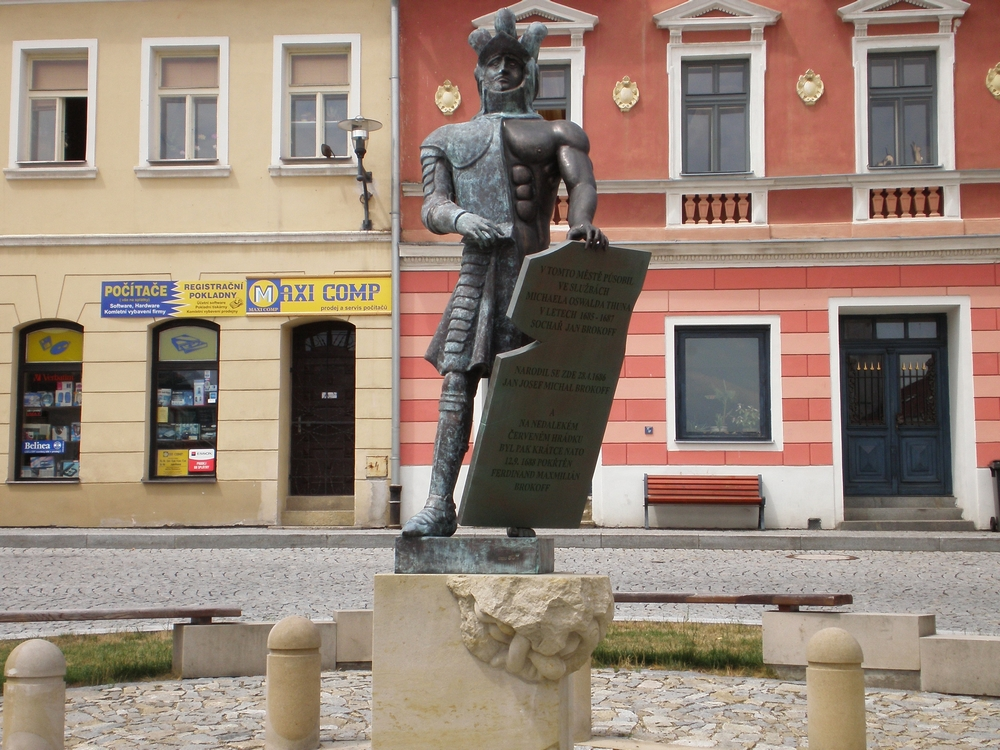
Památník sochaře Brokoffa od Karla Melouna

### Rodáci
- Kuneš Sonntag (1878 - 1931), národohospodář a prvorepublikový ministr financí a ministr průmyslu, obchodu a živností, narozen v domě č. 4
- Jan Dubový (9. 2. 1892 - 19. 8. 1969), architekt, narozen v domě č. 17